# Cneu Fúlvio Centúmalo Máximo
Cneu Fúlvio Centúmalo Máximo (m. 210 a.C.; em latim: Cneus Fulvius Centumalus Maximus) foi um político da gente Fúlvia da República Romana eleito cônsul em 211 a.C. com Públio Sulpício Galba Máximo. Era filho de Cneu Fúlvio Centúmalo, cônsul em 229 a.C..

## Segunda Guerra Púnica
Provavelmente foi edil curul em 215 a.C. e foi eleito pretor ainda na função no início de 213 a.C. Como edil, organizou, com seu colega Públio Semprônio Tuditano, os ludi scenici, que, pela primeira vez, duraram quatro dias. Recebeu o comando da frota estacionada em Suessula e duas legiões. Seu exército foi reforçado pelos cavaleiros de Cápua que resolveram desertar Aníbal e se juntar ao exército romano.

### Consulado (211 a.C.)
Foi eleito cônsul em 211 a.C. com Públio Sulpício Galba Máximo. Os dois, logo que assumiram o cargo nos idos de março, convocaram o Senado no Capitólio para consultá-lo sobre a situação política, a condução da guerra e sobre os problemas nas províncias e no exército. Receberam ordens de recrutar reforços utilizando quaisquer meios que considerassem necessários. Perto do final do ano, Fúlvio foi convocado a Roma para reunir a Assembleia das centúrias para eleger os novos cônsules para o ano seguinte enquanto Sulpício foi enviado para assumir o comando da Grécia. A centúria Vetúria, de membros mais novos, votou primeiro pela eleição de Tito Mânlio Torquato e Tito Otacílio Crasso, que estava ausente; Torquato, porém, rejeitou enfaticamente a nomeação alegando motivos de saúde. Na rodada seguinte, foram eleitos Marco Cláudio Marcelo e Marco Valério Levino.

### Anos finais
No ano seguinte, o comando de Fúlvio foi prorrogado com poderes proconsulares na Apúlia, onde permaneceu à frente de duas legiões e duas alas de aliados. Porém, suas forças acabaram sendo emboscadas por Aníbal na Segunda Batalha de Herdônia e Fúlvio, juntamente com dez tribunos e 17 000 soldados, acabou morto em combate.